# José María Cid Ruiz-Zorrilla
José María Cid Ruiz-Zorrilla (Zamora, 11 de octubre de 1882-Madrid, 20 de mayo de 1956) fue un abogado y político español de ideología conservadora, miembro del Partido Agrario Español, diputado en las Cortes Españolas y ministro durante la II República.

## Biografía
Nació en Zamora el 11 de octubre de 1882. Era hijo de Fabriciano Cid Santiago, el histórico líder de la «Izquierda Liberal» de Santiago Alba en la provincia de Zamora. José María Cid realizó estudios de derecho y se convirtió en Abogado del Estado, mediante oposiciones. Ya durante los años de la dictadura de Primo de Rivera mostró su oposición al régimen, y se declaró republicano antes incluso de la proclamación de la Segunda República.

### Carrera política
De cara las elecciones de 1931 formó parte de la candidatura republicana independiente, junto a Santiago Alba; logró obtener acta de diputado por la provincia de Zamora. Después de los comicios, ingresó en la Minoría Agraria y se erigió en dirigente destacado del Partido Provincial Agrario, pieza clave de la política zamorana durante aquellos años.
En las Cortes Constituyentes se hicieron notar, por su actuación en el seno de la Minoría Agraria, quienes habrían de ser sus principales dirigentes: Antonio Royo Villanova, célebre por su cerrada oposición al Estatuto de autonomía de Cataluña de 1932; José María Cid, tenaz opositor a la ley de Reforma Agraria; y José Martínez de Velasco, presidente, a la sazón, de dicha minoría, convertida en baluarte combativo de las diversas derechas no republicanas.
El 16 de diciembre de 1933 fue designado ministro de Comunicaciones en el gobierno presidido por Alejandro Lerroux, cargo que ostentaría hasta 4 de octubre de 1934. En esa fecha pasaría a ocupar la cartera de Obras Públicas, que continuaría desempeñando hasta el 3 de abril de 1935. Su entrada en el gobierno provocaría una crisis de conciencia a Diego Martínez Barrio, hombre de inspiración republicana y liberal, quien acabaría abandonando el Partido Republicano Radical.
Durante las negociaciones electorales mantenidas por el Partido Agrario Español (PAE) con el resto de partidos derechistas, cabe destacar el protagonismo desempeñado por José María Cid, quien, nombrado presidente del Comité Electoral, actuó como auténtico “hombre fuerte” de su partido. Su designación pudo deberse al comentado rechazo que Martínez de Velasco suscitaba en la CEDA y los monárquicos por su reiterada coincidencia con Alcalá-Zamora.
En las elecciones de 1936 revalidó su escaño por Zamora, siendo el segundo candidato más votado tras Antonio Rodríguez Cid.

### Carrera posterior
Cid fue uno de los veintidós juristas que, designados por el Ministerio de Gobernación franquista, elaboraron el «dictamen sobre la ilegitimidad de los poderes actuantes el 18 de julio de 1936», documento publicado el 21 de diciembre de 1938, que pretendía justificar la sublevación militar que provocó la guerra civil española.
Falleció en Madrid el 20 de mayo de 1956.